# Lukáš Budínský
Lukáš Budínský, né le 27 mars 1992 à Prague en Tchéquie, est un footballeur international tchèque qui évolue au poste de milieu offensif au Baník Ostrava.

## Biographie

### Bohemians 1905
Natif de Prague, Lukáš Budínský est formé par l'un des clubs de la capitale tchèque, le Bohemians 1905. Il joue son premier match en professionnel le 21 mai 2011, face au FK Teplice, lors d'une rencontre de championnat. Les deux équipes font match nul ce jour-là (1-1).

### MFK Karviná
Lors de la saison 2014-2015, Lukáš Budínský est prêté au MFK Karviná, club évoluant en deuxième division. Il s'engage ensuite librement avec cette équipe lors de l'été 2015. Le club obtient la promotion en première division en 2016, en se classant premier du championnat. Budínský constitue alors l'un des hommes fort de cette équipe, avec onze buts inscrits en championnat cette saison-là.
Budínský continue ensuite sur sa lancée et inscrit avec ce club un total de 24 buts en première division, sur un total de quatre saisons.
Il est notamment l'auteur d'un doublé le 30 octobre 2016, sur la pelouse du FC Hradec Králové (victoire 3-4). Il marque ensuite un second doublé le 16 septembre 2017, lors de la réception du Sigma Olomouc (défaite 3-5).

### Mladá Boleslav
Lors de l'été 2019, il s'engage pour trois saisons au FK Mladá Boleslav. Le 14 juillet 2019, il joue son premier match pour le Mladá Boleslav, face à son ancien club, le MFK Karviná, lors de la première journée de la saison 2019-2020. La rencontre se solde par la victoire du FK Mladá Boleslav (1-0). Lors de la première partie de saison, il se met en évidence en inscrivant huit buts.

### Baník Ostrava
Le 2 juillet 2021, Lukáš Budínský s'engage en faveur du Baník Ostrava. Il joue son premier match sous ses nouvelles couleurs le 24 juillet suivant, lors de la première journée de la saison 2021-2022 contre le FK Jablonec. Il est titularisé et son équipe s'incline ce jour-là (1-0).

### Carrière en sélection nationale
Le 7 septembre 2020, Lukáš Budínský honore sa première sélection avec l'équipe nationale de Tchéquie contre l'Écosse. Il est titulaire lors de cette rencontre où les Tchèques s'inclinent sur le score de deux buts à un.

## Palmarès
MFK Karviná
- Champion de Tchéquie de D2
  - 2016

 Bohemians 1905
- Vice-champion de Tchéquie de D2
  - 2013